# 新华社新闻信息报道中的禁用词和慎用词
新华社新闻信息报道中的禁用词和慎用词，是中国新华社发布的有关禁用词、慎用词的文件。《新华社在新闻报道中的禁用词（第一批）》据介绍曾在2015年11月发布于新华社《新闻阅评动态》第315期。另有介绍称2005年左右即已出版和遵守第一批禁用词。内容涉及时政和社会生活类的禁用词、法律法规类禁用词，民族宗教类的禁用词、港澳台和领土主权类禁用词、国际关系类的禁用词等。

## 版本
相关文件可能历经多次修订和非公开发布，并存在自行整理、发布者。
- 2005年，新华社总编室总结各编辑部规定的禁用词后，发布《新闻报道中的禁用词(第1批)》[5]，并在网上得到传播[6]。
- 2015年11月发布《新华社在新闻报道中的禁用词（第一批）》[7]。
- 2016年7月修订[8][9]，第二批，新增57条[10]
- 第三批[11]。
- [12][13]

## 涉及禁用词
- 不文明用语：装逼、草泥马、特么的、撕逼、玛拉戈壁、爆菊、JB、呆逼、本屌、齐B短裙、法克鱿、丢你老母、达菲鸡、装13、逼格、蛋疼、傻逼、绿茶婊、你妈的、表砸、屌爆了、买了个婊、已撸、吉跋猫、妈蛋、逗比、我靠、碧莲、碧池、然并卵、日了狗、屁民、吃翔、XX狗、淫家、你妹、浮尸国、滚粗
- 影帝、影后
- 村长
- 斯普拉特利群岛、尖阁群岛
- 大陆政府、台湾政府
- 雨伞运动
- 疆独
- 北朝鲜
- 前苏联
- “一带一路”战略 → “一带一路”倡议
- 亲自 （在2015年11月发布的《新华社在新闻报道中的禁用词（第一批）》中列为禁用词，后于修订版中改列为慎用词）

## 相关
- 《美聯社格式手冊》
- 中华人民共和国网络审查